# Platygaster norvegica
Platygaster norvegica är en stekelart som beskrevs av Jean-Jacques Kieffer 1913. Platygaster norvegica ingår i släktet Platygaster och familjen gallmyggesteklar. Inga underarter finns listade i Catalogue of Life.